# Beginning
Beginning (in georgiano დასაწყისი?, Dasats'q'isi) è un film del 2020 diretto da Dea K'ulumbegashvili, al suo esordio alla regia di un lungometraggio.

## Trama
Iana, la moglie di un leader religioso Testimone di Geova, è disillusa dalla sua vita all'interno di una comunità religiosa patriarcale dopo che la sua Sala del Regno è stata incendiata da estremisti violenti. Questo evento è il punto di partenza del film, che si concentra sulla vita interiore di Iana e sul deterioramento emotivo dal momento che Davit non capisce cosa stia cercando di esprimere, e le dice che qualcosa non va in lei. Davit denuncia l'attentato incendiario alla polizia, che lo costringe a cancellare il filmato di sicurezza dell'incidente. Decide di presentarsi agli anziani della chiesa e chiedere loro finanziamenti per la costruzione di una nuova Sala del Regno, lasciando Iana sola con il figlio Giorgi.
Aleks, un ispettore di polizia di Tbilisi, chiama Iana, apparentemente per fare domande sull'incendio, ma le sue domande diventano invadenti e personali, anche sulla sua vita sessuale con suo marito. Lui le chiede se si sente spaventata, e lei risponde "Sì". Le chiede di sedersi sul divano con lui e le mette la mano nei pantaloni. Poco dopo si scusa e se ne va. Iana va alla polizia, ma viene informata dall'ufficiale che non è mai arrivato alcun ispettore dalla capitale. Più tardi di notte, Aleks tende un'imboscata a Iana vicino a un fiume e la violenta. Sembra prendere in considerazione l'idea di assassinarla con una pietra, ma decide di non farlo e se ne va.
Iana visita sua madre e sua sorella. Sua madre le racconta una storia su quando Iana era una bambina e piangeva tutta la notte, il che ha portato suo padre ubriaco a cacciare lei e sua madre, costringendoli a passare la notte sotto un albero. Davit torna a casa, ma al mattino Iana lo trova ad ascoltare una registrazione audio delle domande che le sono state poste in precedenza da Aleks. Lei gli dice che è stata violentata, ma lui non le crede a causa della natura ingannevole dell'audio.
Davit e Iana partecipano a una serie di battesimi, tra cui quello di Giorgi. Sulla strada di casa, Davit suggerisce loro di trasferirsi a Tbilisi per ricominciare da capo. A casa, Iana mescola un gran numero di pillole in un frullato e lo fa bere a Giorgi. Quando Davit chiede cosa sia successo, lei gli dice che ha ucciso il loro bambino.

## Produzione
Per il film, originariamente intitolato Naked Sky, gli sceneggiatori K'ulumbegashvili ed Oneli hanno preso ispirazione da diverse persone di loro conoscenza che facevano parte dei Testimoni di Geova e alle discriminazioni che avevano subito nella Georgia ortodossa a causa della propria fede. Produttore esecutivo del film è stato il cineasta messicano Carlos Reygadas, tra le fonti di ispirazione della regista assieme a Michael Haneke.
Le riprese si sono svolte a Lagodekhi, città natale della regista. La scena dell'incendio è stata realizzata senza l'ausilio della computer grafica e ha richiesto due tentativi, siccome la troupe aveva inizialmente costruito un set troppo piccolo per il risultato desiderato.
Il film è composto interamente da long take statici e di lunga durata, uno dei quali è un primo piano di sei minuti della protagonista distesa immobile su un prato. Similmente, il primo movimento di macchina visibile su cinque in totale ha luogo a 40 minuti dall'inizio del film. Secondo K'ulumbegashvili:
«Ho pensato che uno stile più dinamico avrebbe finito per distrarre troppo. Il mio è un film sullo sguardo e sulle esperienze che si accumulano con l'osservazione, [...] sull'essere sempre coinvolto nel momento presente. La mia speranza è che, mano a mano che il film va avanti, gli spettatori si sentiranno coinvolti sempre di più in quel che stanno guardando. Per questo ho cercato di togliere tutto ciò che non era strettamente necessario e rimanere solo con l'essenziale di quel particolare momento».

## Colonna sonora
Nonostante la colonna sonora sia accreditata a Nicolas Jaar, nel film non sono presenti musiche di scena alcune, avendo il compositore cileno contribuito alla creazione di alcuni effetti sonori disseminati lungo la pellicola.

## Distribuzione
Il film avrebbe dovuto essere presentato in concorso alla 73ª edizione del Festival di Cannes nel maggio 2020, prima che questa fosse annullata in seguito allo scoppio della pandemia di COVID-19 in Francia e nel mondo. Il film ha avuto dunque la propria anteprima nel settembre dello stesso anno al Festival di Toronto ed a quello di San Sebastián, dove una giuria presieduta dal regista italiano Luca Guadagnino gli ha assegnato tutti i premi principali: miglior film, regista, attrice e sceneggiatura. In seguito a questa vittoria, il film è stato presentato ad altri festival internazionali, tra cui quello di New York. Tuttavia la seguente "seconda ondata" della pandemia ne ha limitato di nuovo la circolazione nei festival e soprattutto in sala. A tal proposito, la regista ha dichiarato nell'ottobre 2020 di non essere ancora riuscita a vedere il film in presenza di più di due altre persone.
In Italia ha avuto una distribuzione limitata nelle sale cinematografiche il 25 novembre 2021 da parte di Valmyn Distribution e PFA Films, in concomitanza con la giornata internazionale per l'eliminazione della violenza contro le donne.

## Riconoscimenti
Il film è stato scelto come candidato georgiano all'Oscar al miglior film internazionale 2021, senza rientrare tra i cinque candidati. Ha inoltre vinto i seguenti premi:
- 2020 – Festival internazionale del cinema di San Sebastián[2][3][7]
  - Concha de oro
  - Concha de plata al miglior regista a Dea K'ulumbegashvili
  - Concha de plata alla migliore attrice ad Ia Sukhit'ashvili
  - Premio del jurado al mejor guión a Dea K'ulumbegashvili e Rat'i Oneli
- 2020 – Festival internazionale del cinema di Toronto[8]
  - Premio FIPRESCI
- 2021 – European Film Awards[9]
  - Candidatura per la miglior rivelazione - Prix Fassbinder
- 2021 – Trieste Film Festival[10]
  - Premio Trieste (all'unanimità)